# Соуза, Франсис Ньютон
Франсис (Фрэнсис) Ньютон Соуза (Суза) (англ. Francis Newton Souza; 12 апреля 1924, Салигао, штат Гоа — 28 марта 2002, Мумбаи, Индия) — индийский художник, график-модернист. Один из основоположников современной индийской живописи и один из самых дорогих художников страны. Первый после обретения независимости индийский художник, добившийся высокого признания на Западе.

## Биография
Родился в христианской семье. С 1929 года жил с родителями в Бомбее. Обучался в колледже и Школе искусств (Sir Jamsetjee Jeejebhoy School of Art), откуда в 1945 году был исключён за поддержку движения «Вон из Индии!». В 1947 году стал членом компартии Индии.
В 1947 году был одним из основателей и членом Бомбейской группы прогрессивных художников (Bombay Progressive Artists' Group), в которую входили Тайяб Мехта (Tyeb Mehta), Сайед Хайдер Раза (Syed Haider Raza) и М. Ф. Хусейн (M. F. Husain). Группа вдохновлялась работами западных модернистов.
В 1948 году картины Соузы были показаны на выставке в лондонском Берлингтон-хаус. В 1949 году художник перебрался в Лондон, работал журналистом. Институт современного искусства (Лондон) включил его работу на выставку 1954 года. Успех к нему пришёл после публикации в 1955 году его автобиографического эссе Nirvana of a Maggot в журнале Стивена Спендера «Encounter». Полотна Соузы, выставленные на выставке в 1955 году, были успешно распроданы, что привело к постоянному спросу на них.
С 1967 года жил в Нью-Йорке. Незадолго до своей смерти вернулся в Индию. Похоронен в Мумбаи.

## Творчество
Стиль художника был преднамеренно эклектическим, по существу, экспрессионистским по характеру, с элементами послевоенного Ар брюта и британского неоромантизма. Часто его работы насыщены эротикой.
Произведения Соузы продались за рекордные для Индии цены в миллионы долларов. В 2008 году картина «Рождение» (1952) была продана за 1 273 250 рупий (на сегодня 2 519 762 доллара США) на аукционе современного искусства Южной Азии Кристис.
В 2015 году картина «Рождение» была перепродана на аукционе Кристис в Нью-Йорке, за более чем 4 миллиона долларов США.
В Современной галерее Тейт имеется зал, посвящённый творчеству Фрэнсиса Ньютона Соуза.